# كايد مفلح عبيدات
كايد مفلح العبيدات، أول شهيد أردني على أرض فلسطين عام 1920 التي قضى فيها الآلاف من الأردنيين وأفراد الجيش العربي الأردني خلال سنين المواجهة، وهو أحد قادة الحركة الوطنية الأردنية التي تنبهت للخطر الصهيوني ورفضت وعد بلفور وناهضت استيطان اليهود في فلسطين.

## سيرته
هو كايد بن مفلح بن جبر بن فندي بن مصطفى بن إبراهيم بن أحمد بن عبيد بن محمد بن عبيد عبيدات[بحاجة لمصدر].تعلم على يد شيخ وزعيم اربد المجاهد الكبير علي ابو محمود الزقوط العمري.
رووى بدمائه الزكية تراب الأرض الغالية ليدافع عن الحقوق العربية المسلوبة لانه احس ان تلبية نداء الجهاد واجب مقدس.
بعد الانقلاب التركي على السلطان عبد الحميد الثاني في العام 1908، وإعلان حزب الاتحاد والترقي سياسة تتريك الأمصار العثمانية، تفجرت الروح القومية الوطنية في بلدان العرب، وأنشئت جمعيات وحركات قومية سرية في أغلبها، نادت بإحياء العربية في نفوس شعوبها.
بدءا من العام 1910، وثق الشيخ كايد العبيدات علاقاته بزعماء الحركة الوطنية العربية وحزب اللامركزية الإدارية العثماني والجمعية القحطانية، وأصبح أولئك الزعماء ينظرون إلى الشيخ كايد كوطني قومي غيور على شرف الأمة وانتمائه إليها.
تحرك الشعور القومي لدى الأردنيين عندما تنصل الحلفاء من وعودهم للشريف حسين بن علي، مفجر الثورة العربية الكبرى، بتوقيعهم اتفاقية سايكس بيكو التي قسمت بلاد الشام والعراق في العام 1916، تبعها وعد وزير الخارجية البريطاني جيمس آرثر بلفور بإقامة وطن قومي لليهود في فلسطين عام 1917.
أعلنت الجماهير رفضها لذلك الوعد، وتداعت زعامات الأردن للوقوف في وجه «وعد من لا يملك لمن لا يستحق»، لعقد اجتماع تاريخي في عجلون بحضور مئات من الشخصيات الوطنية في مقدمتها الشيخ كايد مفلح العبيدات، الذي اختير لمراسلة شيوخ وزعماء العشائر الأردنية في بقية أنحاء الأردن، لحثهم على توحيد كلمتهم أمام المد الصهيوني.
في أول هجمة أردنية ضد قوات الاحتلال البريطاني في منطقة تلال الثعالب في فلسطين، ارتفع الشيخ كايد شهيدا أردنيا أول على ثرى فلسطين. نقل النعش على أكتاف مناضلين من درعا في ظلام الليل إلى منطقة المخيبة ثم الحمة ومن ثم كفر سوم، حيث ووري الجثمان هناك.

## التعبير عن الحزن بواسطة الشعر
يقول الشهيد كايد:
يوم كانني مصروع صايبني جنون
سال دمعي فوق وجناتي طفيح
وسقاني البين كاسات الغبون
فالح السمرين هالوجه الفليح
بالعدى فتاك ربعه يشهدون
أهل حوارة مع إربد والصريح
والحصن والنعيمة مع أهل ايدون
لا تهابوا الموت.. من هابه قبيح
من يموت اليوم للجنة مضمون
اما في الجولان وفلسطين فقد عم الحزن أهاليها ورفعت الرايات السوداء.